# Провайдер логистики
Провайдер логистики —  компания-поставщик, оказывающая услуги в сфере логистики (по договорам транспортной экспедиции).
Для грузовладельца вопрос выбора провайдера зависит от собственных возможностей в сфере логистики (нет у грузовладельца логистической инфраструктуры или умений) и собственной стратегии в отношении логистики (если компания сфокусировалась только на производстве товара, тогда и сбыт и прочее отдаст на аутсорсинг, а не будет нанимать новых сотрудников или покупать инфраструктуру).
Для грузовладельца вопрос провайдеров тесно связан с инсорсингом/аутсорсингом своих логистических услуг.

## Понятие провайдера логистики
Экспедитор, или оператор, или логистический провайдер, — это представитель и защитник интересов грузовладельца, оказывающий логистические услуги грузовладельцу.
Компания-грузовладелец либо выполняет услуги сама, либо привлекает провайдеров логистики. Как правило малые и средние компании отдают бо́льшую часть услуг на аутсорсинг (инвестировать не могут, так как не хватит денег, или не хотят, так как они предпочтут сфокусироваться на производстве). Крупные компании как правило будут заниматься логистикой комплексно сами, привлекая провайдеров на конкретных направлениях. Для них большую роль будет играть гибкость собственной логистической системы и качество услуг.
Даже самая крупная компания не будет полностью полагаться на собственные силы, при этом ни одна малая компания как правило не будет отдавать все логистические услуги на аутсорсинг. Причина в том, что логистика — широкое понятие, и в неё входит много параметров.

## Основные типы логистических услуг и издержки логистики
Основные позиции, которые могут отдаваться на аутсорсинг провайдерам логистики, связаны с основными издержками логистики.
Типы логистических услуг:
- Организационно-правовые, позволяющие работать без материально-технической базы (например: услуги организации перевозок, консультирования по вопросам логистики).
- Оперативно-производственные, требующие материально-техническую базу (например: наиболее распространены у провайдеров логистики автотранспорт, контейнеры, склады, но в зависимости от стран может быть специфика, включая собственные краны в портах, баржи и пр.).

Кроме того, грузовладелец решает, на каких направлениях привлечь провайдера логистики. Решение опирается на а) стратегию компании-грузовладельца в целом и б) на стратегию в сфере управленческой логистики в частности (соотнесение параметров стоимость, сохранность, скорость) с учётом основных своих логистических издержек.
В число основных логистических издержек входят транспортировка (более 50 % всех расходов), управление складами и запасами (более 20 % издержек), погрузочно-разгрузочные работы (7 %), упаковка и маркировка (до 5 %), страхование (3 %), таможенная очистка (до 15 %), а также информационное обеспечение груза.
В России особенно актуальны услуги транспортировки груза, аренды складов и таможенных брокеров.

## Виды провайдеров логистики
Традиционно выделяются 5 видов (уровней) провайдеров логистики («n» party logistics). Описание отличительных черт между видами логистических операторов.
1. 1PL — малая логистическая компания, которая действует локально, или в своей нише (например, таможенный брокер)
2. 2PL — более крупная логистическая компания, может действовать по всему миру, действует конвенционально (традиционно), организовывает перевозку, является посредником между грузовладельцем и компанией. Все взаимоотношения будут между грузовладельцем и портом и пр.
3. 3PL — появились после принятия «Конвенции ООН о международных смешанных перевозках» 1980 года. Оператор делает всё сам, а грузовладелец указывает лишь пункт отправления и назначения. Оператор везёт сам, судится сам, упакует и, если нужно, промаркирует. При этом действует презумпция вины оператора (если что с грузом случится, отвечает оператор, так как весь процесс на нём)
4. 4PL — это 3PL + управленческая логистика. Здесь грузовладелец объявляет не только пункт отправления и назначения, но и делает упор на критериях (например, уложиться в срок, или в бюджет, или определить маршрут).
5. 5PL  — «виртуальная» логистика. Когда 4PL-провайдер начинает оказывать еще и услуги сетевого бизнеса, то он становится 5PL-оператором.

В мире не так много провайдеров 4 уровня (4PL), в России не очень много и операторов 3 уровня (3PL). Грузовладельцу удобно использовать 3PL или 4PL услуги. Но, если компания может оказать логистические услуги сама (например, у компании есть свой собственный транспорт), то для экономии использовать будет не все услуги.